# Stanislav Fišer
Stanislav Fišer (14. prosince 1931 Hořice – 11. června 2022) byl český divadelní a filmový herec a dabér.

## Život
Začínal jako ochotník po druhé světové válce. Nejprve hrál v Divadle pro mládež, které vedla Míla Mellanová. Poté vystřídal angažmá ve Vinohradském divadle, v Divadle Jiřího Wolkera a v Divadle E. F. Buriana. Od roku 1959 působil u Jana Wericha v Divadle ABC, jež bylo posléze začleněno do Městských divadel pražských, kde pod vedením Oty Ornesta vydržel až do svého odchodu do hereckého důchodu v roce 1993.
První epizodní role si zahrál ve slavných filmech Hostinec U kamenného stolu z roku 1948 a Rodinné trampoty oficiála Tříšky (1948). Od druhé poloviny 50. až do 90. let patřil k hojně obsazovaným filmovým a televizním hercům. Často hrál epizodní role komické nebo záporné.
V roce 1999 získal cenu Františka Filipovského za celoživotní mistrovství v dabingu. Načetl v 70. a 80. letech komentáře ke stovce televizních reklam.
V roce 2004 mu lékaři diagnostikovali rakovinu hrtanu, musel podstoupit radikální zákrok, při kterém mu byly odebrány hlasivky, a tím přišel o svůj nezaměnitelný hlas. Bez speciálního přístroje nemohl mluvit.

## Divadelní role, výběr
- 1962 Thornton Wilder: Paní Dolly, dohazovačka, Barnabáš Tucker, Divadlo ABC, režie Ladislav Vymětal
- 1966 Maurice Hennequin: Prolhaná Ketty
- 1967 Michail Bulgakov: Purpurový ostrov

## Film a televize
- Rodinné trampoty oficiála Tříšky (1949, role Julínek)
- Florenc 13,30
- Parta hic
- Hvězda padá vzhůru
- Ubohý pan Kufalt
- 30 případů majora Zemana
- Hříšní lidé města pražského
  - Pěnička a Paraplíčko
  - Smrt černého krále
  - Kaprova smrt
- Dobrodružství kriminalistiky

## Dabing
Svůj hlas propůjčil Pierru Briceovi, představiteli filmového Vinnetoua, či Peteru Sellersovi coby inspektoru Clouseauovi z filmové série Růžový panter. Známý je také dabingem Paula Villagia v komediích o účetním Fantozzim. Taktéž nadaboval postavu Dr. Otto Scratchansniffa v animovaném seriálu Animáci.

## Práce pro rozhlas
- 1994 Milan Navrátil na motivy arabské pohádky: O rybáři a člověku z moře, účinkovali: Blanka Bohdanová, Jan Vlasák, Petr Štěpánek, Jaroslav Satoranský, Stanislav Fišer, Vladimír Brabec, Sylva Turbová, Miroslava Pleštilová, Jiří Holý a Jiří Šrámek. Režie: Maria Křepelková[7]
- 1999 Dmitrij Sergejevič Merežkovskij: Leonardo da Vinci, desetidílný rozhlasový seriál. Z překladu Anny Teskové připravil dramatizaci Roman Císař, v dramaturgii Jany Paterové režírovala Markéta Jahodová. Osoby a obsazení: Leonardo da Vinci (Viktor Preiss), Giovanni /Antonio/ Boltraffio (Tomáš Petřík), Cipriano Buonaccorsi (Karel Pospíšil), Grillo (Stanislav Fišer), Antonio da Vinci (Rostislav Čtvrtlík), Giorgio Merula (Vladimír Ráž), Strocco (Pavel Pípal), Faustino (Rudolf Kvíz), Girolamo Savonarola (Jiří Zahajský), Cesare da Sesto (Vladimír Dlouhý), Salaino, vl.jm. Gian Giacomo Caprotti (Jan Hrubec), Marco d'Oggione (Zdeněk Hruška), Mona Cassandra (Lenka Krobotová), Zoroastro (Alois Švehlík), dvorní topič (Steva Maršálek) a další. Hudba: Lukáš Matoušek.[8]
- 1999 Karel Poláček: U zlatého havrana. Rozhlasová hra, dramatizace Jiří Hubička, režie Ivan Chrz, hráli: Jan Hartl, Stanislav Fišer, Jan Kraus, Jiří Ornest, Václav Knop, Jan Skopeček, Petr Nárožný, Milan Stehlík, Miroslav Donutil, Daniela Sochorová, Petr Mandel, Petr Šplíchal, Vladislav Knapp a Milan Křivohlavý.
- 2001 Joseph Sheridan Le Fanu: Ten, který tě nespouští z očí. Přeložil a zdramatizoval Josef Hlavnička, hudba Petr Mandel, dramaturgie Jana Weberová, režie Hana Kofránková. Osoby a obsazení: Patrick O'Grady (Otakar Brousek), kapitán James Barton (Ladislav Frej), Patrik, právník, potomek O'Gradyho (Ivan Trojan), Generál Montague (Josef Somr), Macklin (Stanislav Fišer), Doktor Richards (Miloš Hlavica), George Norcott (Jiří Ornest), neznámý (Stanislav Oubram), Hawkins (David Novotný), Fiakrista (Steva Maršálek), hlas (Richard Honzovič) a Lady Rochdaleová (Věra Kubánková).[9]